# Хугаевы
Хуга́евы (осет. Хуыгатæ, груз. ხუგაშვილი — Хугашвили) — осетинская фамилия.

## Происхождение
Территорией исконного проживания Хугаевых являются земли по среднему течении реки Джоджоры, в Кударском ущелье Южной Осетии, где они были крупнейшей родовой группой и занимали шесть однофамильных селений (сс. Часавал, Ахсарджин, Шеубан, Хардисар, Миртгаджин, Хугата).
По генеалогическим преданиям, родоначальником фамилии является охотник Хуга, живший приблизительно в XV—XVI веках.
Родственной Хугаевым является другая осетинская фамилия — Слановы. Эти две фамили принадлежат к одной родственной группе (осет. æрвадæлтæ).
Хугаевы были одной из первых фамилий, обосновавшихся в Кударском ущелье.
Кударское общество было демократическим, здесь в отличие от некоторых других обществ Осетии, где правила аристократия, управление было в руках народного собрания. На определённый период избирался глава общества. В связи с тем, что Хугаевы были самой большой и знатной фамилией ущелья, чаще всего именно представители этой фамилии выдвигались в управление Кударским обществом.

### Версии преданий о происхождении
Различные варианты народных преданий о происхождении фамилии Хугаевых расходятся в том, откуда Хуга пришёл в Кударское ущелье, и в некоторых других важных деталях.
- Народный сказитель Илар Хугаев указывал на происхождение Хуга из селения Брытат Урс-Туальского общества, расположенного в верховьях Большой Лиахвы; а Слана считал одним из его родных братьев[6][7][8].
- На происхождение Хуга из с. Брытат указывает и историк А. А. Сланов[9]
- На это же указывал писатель Ирлан Хугаев в своей повести «Хуыгайы кадæг» (Сказание о Хуга), написанной по рассказам его деда Заурбека Хугаева из с. Хугатикау[10].
- По народным сказителям, Андо Наниеву и Н. Т. Теблоеву, Хуга пришёл в Кударское ущелье из района с. Тиб Мамисонского ущелья с братьями Зассе, Коцой и Теблой (сыновья Гулара), а Слан был одним из его потомков, переселившихся в верховья Большой Лиахвы, дав начало отдельной фамилии[1].
- Данные о переселении Хуга из Мамисона приводит и советский этнограф-кавказовед Н. Г. Волкова. По её сведениям, он оставил прежнее место жительства из-за нехватки пахотной земли[11][12].
- По данным другого кавказоведа, академика Б. А. Калоева, Хуга переселился в Кударское ущелье вместе со своими братьями Зассе и Базза, покинув село Верхний Мизур (Алагирское ущелье) после его разорения в результате какого-то вражеского набега[13].

## Варианты написания
Существует несколько фамильных имён, являющихся различными формами одной исходной фамилии:
- Хуга́ев (женск. Хуга́ева) — форма с полной русификацией.
- Хуга́ти (от осет. Хуыгаты) — форма с фонетической русификацией.
- Хугашви́ли (от груз. ხუგაშვილი) — форма с грузинизацией (у грузинских носителей).

## Генетическая генеалогия
G2a
Хугаев — G2-P18
J2a
276863 — Khugaev — J2a1b (Z7671+, CTS3261-)
Хугаев (2) — J2-M67
R1b
404059 — Хугаев Роман — R1b1a2a2c1 (Z2105+, CTS9219+, Y5586+)